# Amir Hadad
Amir Hadad (in ebraico אמיר חדד‎?; Lod, 17 febbraio 1978) è un ex tennista israeliano.

## Biografia
In carriera ha raggiunto in doppio la 87ª posizione della classifica ATP, mentre nel singolare ha raggiunto il 180º posto. Nei tornei del Grande Slam ha ottenuto il suo miglior risultato raggiungendo i quarti di finale nel doppio misto agli US Open nel 2002, in coppia con l'ungherese Petra Mandula.
In Coppa Davis ha disputato un totale di 12 partite, ottenendo 5 vittorie e 7 sconfitte.